# Ferenc Czvikovszky
Ferenc Czvikovszky (Budapest, 1º gennaio 1932 – Budapest, 16 novembre 2021) è stato uno schermidore ungherese, vincitore di una medaglia d'oro, tre d'argento ed una di bronzo ai campionati mondiali di scherma.